# ایستگاه متروی خیابان کلدونین
یستگاه متروی خیابان کلدونین (انگلیسی: Caledonian Road tube station) یکی از ایستگاه‌های خط پیکدیلی متروی لندن است.
این ایستگاه که در منطقه ایزلینگتون لندن قرار دارد در سال ۱۹۰۶ میلادی تأسیس شده‌است.